# Molière pour rire et pour pleurer
Molière pour rire et pour pleurer est un feuilleton télévisé français en six épisodes de 55 minutes créé par Marcel Camus retraçant la carrière de Jean-Baptiste Poquelin, dit Molière, diffusé entre le 8 novembre et le 13 décembre 1973 sur la deuxième chaîne de l'ORTF. Le rôle-titre est interprété par Jean-Pierre Darras.
Au Québec, le feuilleton est diffusé à partir du 2 septembre 1973 dans Les Beaux Dimanches à la Télévision de Radio-Canada.

## Fiche technique
- Réalisateur : Marcel Camus
- Scénario : Jean Aurenche, Pierre Bost, Claude Brulé, Georges Neveux
- Musique : Georges Delerue
- Photographie : Pierre Petit
- Montage : Andrée Feix
- Directeur de production : François Menny
- Nombre d'épisodes : 6
- Durée d'un épisode : 55 minutes
- Première diffusion :
  - 2 septembre 1973 (Québec)
  - 8 novembre 1973 (France)

## Distribution
- Jean-Pierre Darras : Molière
- Caroline Cellier : Armande
- Marianne Comtell : Madeleine Béjart
- Denis Manuel : Louis XIV
- Roger Miremont : Molière jeune
- Philippe Dumat : Thomas Corneille
- Sarah Chanez : Marquise du Parc
- Michel Aumont : Du Croisy
- Jean-Louis Broust : Boileau
- Yves Carlevaris : Racine
- Claude Rollet : Lulli
- Marcel Amont : La Fontaine
- Louis Seigner : Poquelin père
- Bernard Alane : La Grange
- André Reybaz : Pierre Corneille
- Maud Rayer : Geneviève Béjart
- Vincent Testanière : Louis Béjart enfant
- Christian Parisy : Louis Béjart
- Henry Courseaux : Joseph Béjart
- Alice Sapritch : Mme Béjart
- Henri Coutet : Béjart père
- Edmond Tamiz : Fiorelli
- Pierre Repp : Pinel
- Dales : Montfleury
- Piermy : Nicolas
- Ermanno Casanova : Maître Aubry
- Albert Michel : le gardien de la prison
- René Cousinier : Bary
- Thérèse Liotard : Catherine de Surlis
- Alexandre Rignault : Dufresne
- Michèle Grellier : Catherine de Brie
- Guy Grosso : Du Parc
- Wolfgang Weiser : De Brie
- Henri Vilbert : Maître Gély
- Georges Ser : le prince de Conti
- Corinne Lahaye : Mme Calvimont
- Albert Simono : Cosnac
- Fernand Guiot : le chapelain des Conti
- Paul Mercey : M. de Ratabon
- Jean-Marie Robain : Donneau de Vizé
- Jacques Ciron : l'huissier de Lyon
- Évelyne Buyle : une précieuse
- Gisèle Grimm : une précieuse
- Jean-Paul Moulinot : le chancelier de Lamoignon
- Jean-François Calvé : Duc de Créqui
- Pinkas Braun : l'abbé Roulle
- Clément Michu : le curé de Saint-Germain
- Alix Mahieux : une dame du Saint-Sacrement
- Antoine Marin : un homme du Saint-Sacrement
- Laurence de Monaghan : Mme de La Vallière
- Georges Descrières : le chevalier
- Pierre Derome : le marquis
- Pierre Duncan : le portier
- Daniel Derval : le vicomte
- Pascal Mazzotti : le R.P. de la Chaise
- Eric Poli : Baron enfant
- Gabrielle Doulcet : La Forest
- Henri Guybet : Manvillain
- Benoît Brione : La Thorillière
- Bernard Musson : un huissier
- Michel Robin : le soldat
- Marcel Gassouk : Basque
- Michou : Beauchamp
- Gérard Giroudon : le jeune comédien
- Edouard Niermans 	: Baron
- Axel Ganz : un gendarme
- Max Vialle : Jonsac
- Raoul Delfosse : Chapelle

## Épisodes
1. L'Illustre théâtre
2. Les Chemins de la farce
3. Le Mariage d'Armande
4. L'Affaire Tartuffe
5. Les Feux de l'enfer
6. La Mort de Molière